# 惲壽平

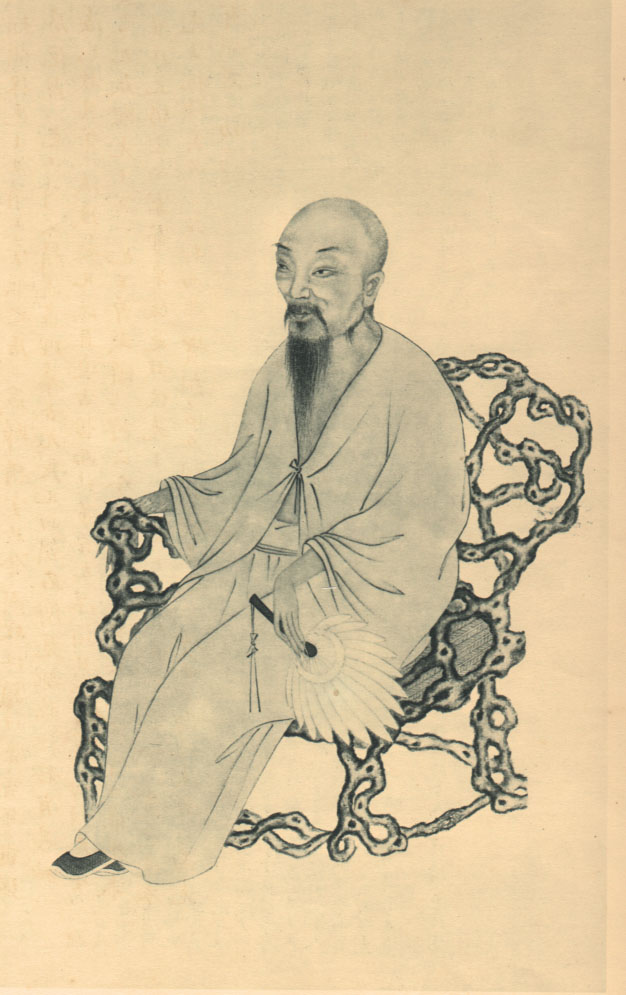
惲壽平

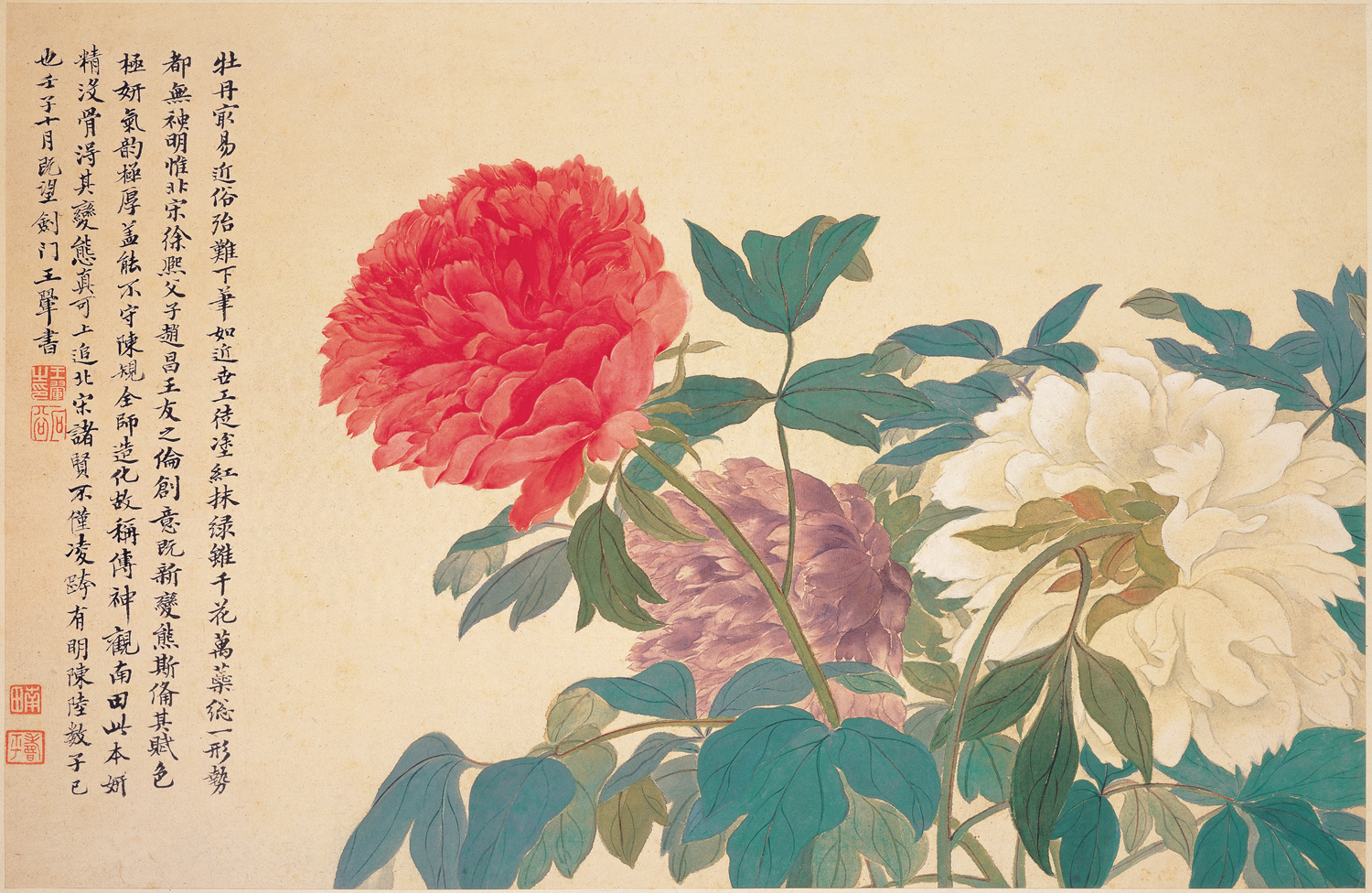
恽寿平所绘牡丹，现藏于國立故宮博物院

惲壽平（1633年—1690年），初名格，字壽平，改字正叔，號南田，又號雲溪外史、白雲外史，直隸常州府武進縣人，清朝畫家。

## 生平
惲壽平生於明崇禎六年（1633年），父惲日初為復社要人。惲壽平八歲能詠蓮，少年遭遇戰亂，隨父參加抗清運動，兵敗後與父失散，被福建總督陳錦之妻收留。陳錦遇刺身亡，壽平扶靈北歸時，在靈隱寺與父相遇，留寺為僧，後回鄉與家人團聚。
子惲念祖，娶西營湯氏，湯謨孫女、湯自明次女。
生前視錢如無物，晚年貧病交迫，卒於清康熙二十九年（1690年），由好友王翬出資安葬。

## 艺术成就
初工山水，筆墨秀峭，後與王翬交往，多作花卉，重視寫生，往往用水墨淡彩，清潤明麗，自成一格，有“惲派”之稱。
人稱其筆有仙氣，與王時敏、王鑑、王翬、王原祁、吳歷齊名，為“清初六大家”之一。